# Püspöki Kováts Géza
Püspöki Kováts Géza (Farkasmező, 1908. december 24. – Nagybánya, 1956. július 16.) magyar festőművész, grafikus.

## Életpályája
Minden képzettségét a kolónián szerezte.
Festőként és grafikusként tartották számon a művésztelep kis mesterei között.
Pályáját, sorsát egyaránt gyógyíthatatlan betegsége határozta meg. A Zilahi Wesselényi Kollégium diákjaként skarlátból szövődményes agyhártyagyulladást kapott, majd epilepsziás rohamai jelentkeztek, melyekből soha nem szabadult.
A művészet megtartó ereje segítette ki válságaiból, az adott életének célt és értelmet. Annyira hatott rá egy festőtelepi kiállítás képei, hogy kérésére szülei beíratták a szabad iskolába.
1924 és 1929 között Thorma, Réti, Mikola és Krizsán korrektúráján nevelkedett. Leginkább azonban Ziffer Sándor útmutatásai alakították pályáját. Ziffer otthonában is fogadta őt, levelezésük őrzi hosszan tartó kapcsolatukat.
Szüleit követve (apja erdőmérnök volt) előbb Máramarosszigetre, majd a harmincas évek közepéig Görgényszentimrére került. Mindennapi kapcsolata a természettel, az erdőkkel elmélyült megfigyelésekre késztették.
Egy-egy témáját  (Szénagyűjtők) több változatban érlelte ki. A Görgény völgyében, a laposnyai vadászterületen készült rézkarcai közül, melyeket a bukaresti Szalon tárlatán mutatott be, a román királyi gyűjtemény számára vásároltak. Egyéni kiállításokat szervezett Máramarosszigeten (1928), Marosvásárhelyen (1934),részt vett a kolónia közös tárlatain. Házasságkötése után 1936-tól véglegesen Nagybányán telepedett le.
1938-ban 25 metszetét válogatta albumba.A 40-es években párás finom akvarelljei a Nagybánya környéki hegyi tájon, az Izvorán készültek.A festészet mellett a sokszorosított grafikát, valamint a faszobrászatot is művelte. Alkotó erejét betegsége emésztette föl.
Nagybányán, a Virághegy aljában a református temetőben a 18-as számú művészsírban nyugszik.